# 中山市楊仙逸中學
廣東省中山市楊仙逸中學，簡稱：仙中（英語：Young Sen-Yit Middle School of Zhongshan City，學校使用漢語拼音縮寫：XYMS）是一所位於廣東省中山市石岐區的公立性全日制普通高中。

## 歷史
1923年9月20日，杨仙逸在博羅縣之梅湖白沙堆前線，因討伐陳炯明叛軍，指導改裝水雷為炸彈時不慎爆炸而壯烈犧牲，年僅三十二歲。楊仙逸妻子程度純按照孫中山的吩咐，拖帶著兒女，即返回故鄉香山縣石岐鎮（現中山市石岐區），為籌辦仙逸學校而奔波勞碌。

### 成立小學
1925年，於石岐龍母廟街舊工藝廠成立「楊仙逸小學」，由程度純為學校創始人、董事長兼校長。

### 成立初中
1935年，程度純為了開辦初中部，把自己所有經費投資楊仙逸學校。宋慶齡知道這件事，就奔走於國民政府要人之間，由南京市政府和廣東省政府撥了數万元接濟，學校才能堅持下來。楊仙逸父親楊著昆從美國夏威夷匯來二萬元支持程度純辦學校，於是程度純在石岐西林山成立「楊仙逸中學」。

### 中山淪陷
1938年，侵華日軍相繼攻陷廣州、中山，學校最終被逼停辦。直到1945年10月抗戰勝利，學校复辦。

#### 合併公辦學校
1952年，私立學校被廣東省人民政府充公改為公立學校，楊仙逸中學、大公中學、雨芬中學合併為「石岐聯合中學」，楊仙逸小學與臨近小學合併為「石岐第二小學」。
1956年「石岐聯合中學」改校名為「石岐第二中學」。

### 成立高中
1972年，成立高中部，楊仙逸中學成為完全中學。

#### 恢復校名
1981年由「石岐第二中學」改名為「仙逸中學」，1988年9月15日改名為「楊仙逸中學」。

### 停辦初中
2001年9月停辦初中一年級，由完全中學降級為高級中學。
2002年7月學校由中山市教育局直屬學校降級由石岐區管轄學校。

### 國家級示範性學校
2007年2月7日楊仙逸中學升格「廣東省一級學校」。
2012年6月21日申報「國家級示範性學校」，現處於評估狀態。
2014年6月28日學校由石岐區管轄學校升級由中山市教育局直屬學校。

## 班級結構及課程
楊仙逸中學高中部分別由每個級別有十二班級，其中分別有文科班、理科班、文科拔尖班、理科拔尖班、藝術文科班、體育理科班、電腦特長班。
高一級至高三級課程
- 必修公開課：中國語文、英語。
- 特長興趣課：電腦、體育、藝術（限於藝術文科班）。
- 文科必修課：文科數學、政治、歷史、地理。
- 理科必修課：理科數學、物理、化學、生物。

其中高一沒有分文理科班分別必修課：中國語文、數學、英語、政治、歷史、地理、物理、化學、生物、電腦、通用技術、體育。

## 歷屆校長
楊仙逸中學創始人程度純女士，學校分別有校長與副校長為領導者，其中楊添靄先生是楊仙逸中學唯一名譽校長。

### 校長
| 年份        | 校長           |
| ----------- | -------------- |
| 1925 - 1948 | 程度純         |
| 1949 - 1952 | 楊江松         |
| 1952 - 1966 | 黃華鍵         |
| 1968 - 1975 | 孫具瞻         |
| 1975 - 2006 | 何儉強         |
| 1981 - 1996 | 楊添靄名譽校長 |
| 2005 - 2014 | 譚玉石         |
| 2014 - 2017 | 董再明         |
| 2017-至今   | 李自可         |

### 副校長
| 年份        | 副校長 |
| ----------- | ------ |
| 1960 - 1974 | 高少珍 |
| 1974 - 1983 | 廖奕騎 |
| 1977 - 1978 | 郭天本 |
| 1977 - 1979 | 黃潤標 |
| 1976 - 1985 | 鄧連添 |
| 1979 - 1991 | 丘石天 |
| 1982 - 1987 | 余德浩 |
| 1988 - 1993 | 林偉材 |
| 1988 - 1990 | 李天穎 |
| 1993 - 2001 | 龐少榮 |
| 1993 - 1999 | 邵斌   |
| 1999 - 2005 | 鄭凱旋 |
| 2005 - 2010 | 阮綺夢 |
| 2005 - 至今 | 王金成 |
| 2014 - 至今 | 李剑夫 |

## 外部連結
- 中山市楊仙逸中學網頁*（页面存档备份，存于）
- 中山市楊仙逸中學三维地图